# Croton potaroensis
Espèce
Croton potaroensis est une espèce de plantes à fleurs du genre Croton et de la famille des Euphorbiaceae, présente de la Colombie jusqu'à la Guyane.
Il a pour synonyme :
- Croton bartlettii, Lanj., 1934
- Croton cardonei, Croizat, 1947